# Hermanos Emiliozzi
Los hermanos Emiliozzi, Dante y Torcuato, nacidos en Buenos Aires, Capital, fueron pilotos y mecánicos del Turismo Carretera de los años 1950 y 1960.
En 1949 comenzaron a reformar un Ford V8 diseñando así un motor con válvulas a la cabeza, mucho antes que la Ford Company de Detroit.
Fueron ganadores en 42 carreras, conquistando cuatro campeonatos argentinos de Turismo Carretera entre 1962 a 1965. 

## Datos personales
Torcuato “Tito” nació el 30 de mayo de 1912 y Dante, el 10 de enero de 1916. Hijos de Torcuato Emiliozzi y Adalgisa Bormioli.
Ambos abandonaron sus estudios secundarios para aprender el oficio de mecánico en el taller de su padre.
Torcuato se ocupaba principalmente del torno, soldadura y rectificación, y Dante, de encendido y carburación. Juntos se encargaban del armado.

## Familia Emiliozzi

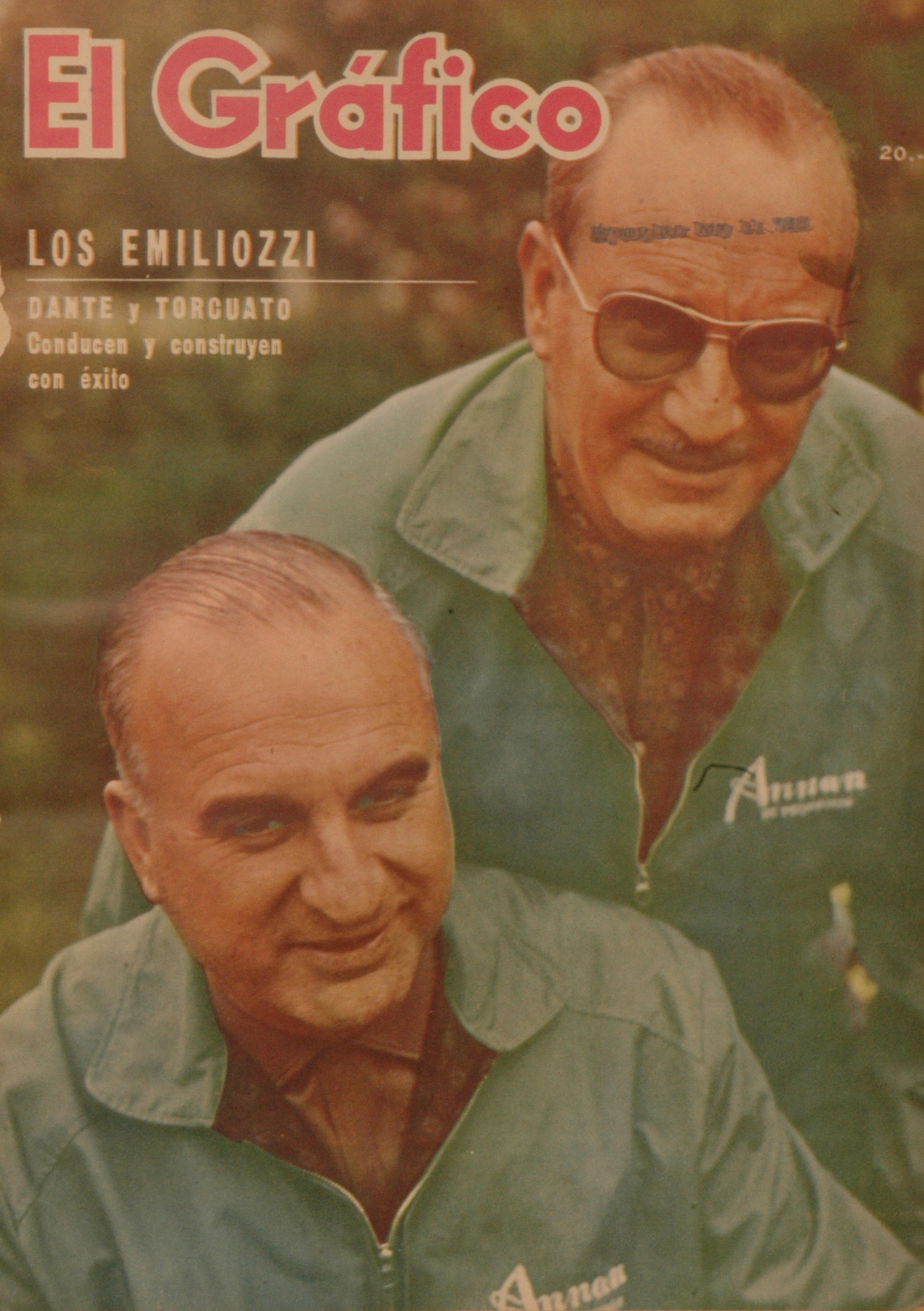
Dante y Torcuato Emiliozzi en 1964.

En el año 1905, la familia proveniente de Loro Piceno llegó a Buenos Aires, primero arribaron Torcuato, padre junto a uno de sus hermanos Alberico y a su padre, Pedro. Más tarde llegaron dos hermanos más: Herminia y Modesto.
Torcuato, padre se dedicó a trabajar con máquinas cosechadoras y también se encargó de su reparación, convirtiéndose en mecánico.
En Buenos Aires conoció a Adalgisa Bormioli, su futura esposa, proveniente de Macerata. Se casaron y se fueron a vivir al barrio de Floresta. Tuvieron cuatro hijos: Torcuato, Dante, Victoria y Elvira.
A partir del año 1923, la familia Emiliozzi se instaló definitivamente en la ciudad de Olavarría y compraron una casa en la calle Necochea donde funcionó el taller y la residencia familiar.

## Inicios en el automovilismo
Torcuato participó en las carreras como acompañante de José Valerga, quien manejaba un Ford A. En 1936, en ese mismo Ford A ganó su primera competencia como conductor en una carrera de fuerza libre realizada en Las Flores, su acompañante fue Luis Álvarez.
Comenzaron a correr con la Galera en el TC el 23 de abril de 1950 en la carrera de Mar y Sierras con Dante Emiliozzi al volante. Tuvieron que abandonar esta competencia porque el radiador calentaba.
Corrieron por segunda vez en La Pampa con Torcuato al volante. Abandonaron esta carrera porque se les torció la suspensión al chocar un médano.

### La definición del piloto y el copiloto
En un principio, ambos hermanos aplicaron el principio de la alternancia para manejar el auto, sin tener resultados óptimos. Hasta que en un momento dado, decidieron hacer un pacto: “Aquel de los dos que gane la primera carrera, a partir de ese momento será el piloto y el otro será el acompañante para siempre”. Luego de ese pacto, llegó la primera victoria y a partir de ese entonces llegó también el piloto decidido luego de la misma: Dante. 
Lo que nunca imaginaron Dante y Torcuato fue lo que venía después, ya que luego de confirmar la tripulación llegaron los campeonatos de 1962, 1963, 1964 y 1965. Sin quererlo habían acertado con la elección.

## El taller
En el año 1923, Torcuato, padre monta el taller mecánico en la calle Necochea al 829.
En el año 1963, cambió la numeración por 3229 y se reconstruyó el taller, levantando en el frente un negocio de ventas de autos.

## Escudería
Nació con las primeras carreras por el año 1936. Estuvo formada por gente principalmente de Olavarría pero algunas personas viajaban de otros sitios para ayudar en el auxilio a los Emiliozzi en las carreras y pruebas. Casi todos se costeaban sus propios gastos. 
Durante los preparativos para una nueva competencia el taller se llenaba de gente, cada uno haciendo una determinada actividad: armando el motor, limpiando piezas, pintando, sacando, entre otros.
La escudería de los auxilios de los hermanos Emiliozzi tuvo desde siempre un alto espíritu deportivo, y fue constituida por hombres de bien. Recordamos los personajes más importantes aunque todos los muchachos lo fueron, Armendano, el Potro Baldi, el Doctor Juan Carlos Aguer, presidente de la escudería, el “Pelado” Sabatini, Eximio músico y mecánico, que fue acompañante de Dante Emiliozzi, por los problemas de corazón de “Tito”. El viejo Valerga, Morales, el negro Ponce, Vilanova, "Poroto" Desimoni, los hermanos Sandini (anteriormente el padre y el tío de ellos), Carlitos Stramessi, Beto Emiliozzi, Fito Cazabet, los hermanos Baldini, Fito Librandi, Sgarbosa, los hermanos Linder, Bahia, Leone, Pirola, Delgado épocas heroicas de las cupecitas devorando kilómetros en los polvorientos caminos de la patria.

## Sus vehículos
- La Galera Motor 59AB y F-100
- Baufer F 100
- Pronello-Ford

## El retiro de Dante
Luego de ser campeones en el año 1965, Dante Emiliozzi encaró el campeonato 1966 con mucha confianza. Sin embargo no tenía en cuenta que frente a él apareció un nuevo rival. Motorizado por “Toto” Fangio, hacía su presentación Juan Manuel Bordeu, a bordo de su célebre coupé “La Coloradita” con la cual logró hacer frente a Dante y su “Galera” y así quebrar el monopolio de Ford. Los años pasaron y los coches evolucionaron. Sin embargo, Dante Emiliozzi seguía vigente. Hasta que el 9 de noviembre de 1969, cuando se disputaba la Primera Vuelta De Chivilcoy, apareció piloteando un prototipo, obra de Heriberto Pronello, que se llamaba Halcón. Ese día, Dante Emiliozzi sufre un despiste con el auto y se accidenta con fuego incluido. Este accidente provocó su retiro de las pistas.
Tiempo después los Emiliozzi hablaban de este accidente que le había marcado a Dante el momento del retiro.
“…No es cierto que el auto era inestable, lo que ocurrió fue que al bajar a la tierra el auto se fue para todos lados y eso provocó el desprendimiento de la rueda de auxilio, pegó contra el tanque de combustible y lo destapó. Lo más probable es que el fuego, que se inició con el auto casi parado, se haya debido a la corriente estática…”

## Homenajes
La prolongación norte de la Avenida Pringles lleva el nombre Hermanos Emiliozzi.
Desde el mes de septiembre de 2007, comenzó a montarse un museo de sitio en honor a los hermanos en el mismo lugar donde estaba ubicado el taller. El mismo fue inaugurado en el año 2013 por el gobierno municipal de Olavarría bajo el mando del Intendente municipal Dr. José María Eseverri. Allí se puede apreciar el taller tal y como “Los gringos” lo utilizaban; vehículos con los que han corrido, la famosa “Galera” es la atracción principal; herramientas y demás elementos, trofeos y todo lo que fue parte de su historia.  
Al mismo tiempo, el Autódromo de la Ciudad de Olavarría, ciudad natal de los hermanos, tiene como denominación oficial Autódromo Hermanos Emiliozzi, en recordación a los representantes de dicha ciudad.